# Fara v Kounicích
Fara stojí v těsné blízkosti kostela svatého Jakuba Většího v Kounicích v okrese Nymburk. Jedná se o barokní stavbu z 1. čtvrtiny 18. století, která je od 31. prosince 1965 kulturní památkou. Objekt je v majetku Římskokatolické farnosti Český Brod.

## Historie a popis
Barokní fara vznikla v Kouniních v 1. čtvrtině 18. století. Jednopodlažní stavba se rozprostírá na obdélném půdorysu. Na čelním průčelí má tři okenní osy a na boční straně osy dvě. Na fasádě mírně vystupuje rizalit s lizénovým rámem a dále je členěna vpadlými poli. Nároží objektu jsou vsazená. Čelnímu průčelí dominuje trojúhelníkový štít. Okna mají buď pískovcové ostění či štukové rámování. Na severní straně se nacházejí zaslepená okna. Pod mansardovou střechou s půlkruhovými vikýři je profilovaná římsa.
Vstupní chodba do interiéru je klenuta valenou klenbou s trojúhelníkovými výsačemi. Při jihozápadním nároží se nachází dřevěné schodiště s odpočívadly a odsazenou stlačenou valenou klenbou. Místnosti v patře jsou plochostropé s nepůvodními betonovými a dlaždicovými podlahami. Jen u vchodu do podkroví je položena cihlová podlaha. Jižní část objektu je podsklepena zalomenými chodbami a jedním vlastním valeným sklepem.
V blízkosti stojí socha svatého Jana Nepomuckého.